# John Bonham
John Henry "Bonzo" Bonham (født 31. maj 1948, død 25. september 1980) var trommeslager i rockbandet Led Zeppelin. Han blev kendt for sin hurtighed, styrke og hurtige højre fod. Hans sans for musikkens groove og hans måde at få musikken løftet op på et helt nyt niveau har gjort, at han er blevet kåret til en af verdens bedste trommeslagere nogensinde og er også blevet en af de største inspirationskilder for mange trommeslagere efter ham. Led Zeppelin blev opløst i 1980 grundet hans død af alkoholmisbrug.
Bonhams mor, Joan, døde i en alder af 81 den 10. februar 2011. Hun sang for the Zimmers, der var et band på 40 medlemmer, der blev etableret i forbindelse med en BBC-dokumentar om behandling af de ældre.